# 西潟為蔵
西潟 為蔵（にしかた ためぞう、1845年11月14日（弘化2年10月15日）- 1924年（大正13年）9月6日）は、日本の政治家。衆議院議員。

## 経歴
越後国蒲原郡下田郷福岡新田（現:新潟県三条市）で、地主・西潟浅五郎の長男として生まれる。目黒市左衛門、村松藩士・山上謙之助から漢籍を学ぶ。慶応2年（1866年）1月から3月にかけて東山・東海・南海・山陽・畿内・北陸を旅行して見聞を広めた。慶応4年8月29日（1868年10月14日）鹿峠・長沢組一揆の際に、百姓惣代として請願十ヶ条を纏め村松藩と交渉を行った。
明治5年9月（1872年10月）地主惣代として壬申地券交付取調、1874年、地租改正掛、1876年、第十八大区小八区村位等級調査委員となり地租改正事業で実績を残した。自由民権運動に加わり、南蒲原郡の国会開設運動で中心的な役割を果たした。また、連合村会議員、水利土功会議員、学務委員、南蒲原郡勧業委員、組合村長、南蒲原郡会議員、新潟県会議員などを務めた。
1890年7月、第1回衆議院議員総選挙に新潟県第四区から出馬して当選。第2回総選挙でも当選し、衆議院議員を二期務めた。 その後、憲政党、立憲政友会の新潟支部幹部として活動し、新潟日報社長兼専務、長沢村会議員、財団法人新潟盲唖学校理事を務めた。

## 著作
- 本間恂一、溝口敏麿編『雪月花 : 西潟為蔵回顧録』野島出版、1974年。